# Ducado de Płock
El Ducado de Płock era un ducado de distrito feudal en Mazovia, centrado en la Tierra de Płock. Su capital era Płock. Existió en la época de la Alta Edad Media, de 1275 a 1294, de 1310 a 1351 y de 1381 a 1462.
El país se estableció en 1275, en la partición del Ducado de Mazovia, con el duque Bolesław II de Mazovia convirtiéndose en su gobernante. Después de su muerte, el ducado se unificó con el Ducado de Czersk, formando el Ducado de Mazovia, el 24 de junio de 1294. El estado se restableció nuevamente en 1310, en la partición del Ducado de Mazovia. En 1351, se dividió entre el Reino de Polonia, el Ducado de Czersk y el Ducado de Varsovia. Se restableció de nuevo en junio de 1381, en la partición del Ducado de Mazovia, con el duque Siemowit IV como su primer líder. Existió hasta 1462, cuando se dividió entre el Reino de Polonia y el Ducado de Varsovia.